# Dysmicoccus junceus
Dysmicoccus junceus är en insektsart som först beskrevs av Mcconnell 1941.  Dysmicoccus junceus ingår i släktet Dysmicoccus och familjen ullsköldlöss. Inga underarter finns listade i Catalogue of Life.